# Six fois deux/Sur et sous la communication
Six fois deux/Sur et sous la communication és una sèrie de pel·lícules de TV de Jean-Luc Godard i Anne-Marie Miéville, estrenades el 1976.

## Episodis
- 1a: Y’a personne
- 1b: Louison
- 2a: Leçons de choses
- 2b: Jean-Luc
- 3a: Photos et Cie
- 3b: Marcel
- 4a: Pas d'histoires
- 4b: Nanas
- 5a: Nous trois
- 5b: René(e)s
- 6a: Avant et après
- 6b: Jacqueline et Ludovic